# Марвиця (Вармінсько-Мазурське воєводство)
Марвиця (пол. Marwica, нім. Klein Marwitz) — село в Польщі, у гміні Рихлики Ельблонзького повіту Вармінсько-Мазурського воєводства.
Населення — 381 особа (2011).
У 1975-1998 роках село належало до Ельблонзького воєводства.

## Демографія
Демографічна структура станом на 31 березня 2011 року:
|          | Загалом | Допрацездатний вік | Працездатний вік | Постпрацездатний вік |
| -------- | ------- | ------------------ | ---------------- | -------------------- |
| Чоловіки | 193     | 44                 | 133              | 16                   |
| Жінки    | 188     | 43                 | 110              | 35                   |
| Разом    | 381     | 87                 | 243              | 51                   |